# Arnoud Boot
Arnoud Willem Alexander Boot (Huizen, 2 januari 1960) is een Nederlands hoogleraar in ondernemingsfinanciering en financiële markten aan de Universiteit van Amsterdam. Hij is lid van de Koninklijke Nederlandse Akademie van Wetenschappen (KNAW) waar hij deel uitmaakt van de Sociaal-Wetenschappelijke Raad (SWR).

## Studie
Boot behaalde zijn master in algemene economie en bedrijfseconomie in 1983 aan de Universiteit van Tilburg. Daarna studeerde hij tot en met 1987 aan Indiana University in Bloomington en rondde daar zijn studie af met een Ph.D. en een MBA.

## Loopbaan
Boot is research fellow aan het Centre for Economic Policy Research (CEPR) in Londen en lid van de Financial Economists Roundtable.  
Zijn academische loopbaan begon Boot in 1989 aan de Kellogg Graduate School of Management van de Northwestern University in Chicago. Tussen 1993 en 1995 werkte hij aan de Stockholm School of Economics als Bertil Danielsson Visiting Professor. Van 2000 tot 2001 was hij partner bij McKinsey & Company. 
Van 2011 tot 2015 was hij lid van het Inaugural Advisory Scientific Commitee van de European Systemic Risk Board (ESRB). Hij was president van de Financial Intermediation Research Society (FIRS) en voorzitter van de European Finance Association (EFA). Hij was voorzitter van de Scientific Council van Bruegel in Brussel tussen 2021-2024.
Van 2004-2014 was hij Kroonlid van de Sociaal Economische Raad (SER) en van 2006-2014 was hij voorzitter van de Koninklijke Vereniging voor de Staathuishoudkunde (KVS). Van 2006 tot medio 2019 was hij voorzitter en lid van de Bankraad van De Nederlandsche Bank (DNB), en tussen 2013-2023 raadslid van de Wetenschappelijke Raad voor het Regeringsbeleid (WRR). Hij was voorzitter van Sustainable Finance Lab (SFL).

## Werk
Boot publiceert op het terrein van financiële intermediatie en corporate finance. Zie zijn werk over 'relationship banking', en corporate governance-vraagstukken. 
Het dossier rondom de zogenaamde woekerpolissen heeft Boot op gang gebracht met zijn rapport uit 1995 dat hiervoor de katalysator was.
Zijn werk voor de WRR leidde tot de rapporten Samenleving en financiële sector in evenwicht (2016), een pleidooi tot reducering van de kwetsbaarheid van de samenleving ten opzichte van de financiële sector; en Goede zaken: Naar een grotere maatschappelijke bijdrage van ondernemingen (2023). Daarin onderzoekt de WRR hoe de overheid ervoor kan zorgen dat ondernemen zowel zakelijk als maatschappelijk gaat lonen. Over zijn werk verscheen de TV documentaire Roepende in de woestijn (De Magie van Wetenschap, Human), (2010).

## Erkenning
Arnoud Boot is sinds 2014 erelid van de Koninklijke Vereniging voor de Staatshuishoudkunde (KVS), de beroepsvereniging van economen waarvan hij van 2006—2014 voorzitter was. In 1998 ontving hij de Limperg Penning als erkenning van zijn bijdrages in bedrijfseconomie, en in 2011 ontving hij de Pierson Penning voor zijn bijdrages aan de economische wetenschappen.